# Томбак
Томбак (перс. تنبک‎), также известный как зарб (перс. ضرب‎) и домбак (перс. دنبک‎) — персидский барабан в форме кубка, созданный ещё в древнем Иране. Считается главным ударным инструментом в персидской музыке. Томбак обычно располагают поперек туловища, музыкант играет одной или двумя руками, ударяя по барабану пальцами или всей ладонью. Иногда музыканты надевают на пальцы специальные металлические наконечники для извлечения более громкого звука. Виртуозы томбака могут исполнять соло длительностью более десяти минут.

## Описание
Томбак представляет собой барабан в виде кубка высотой 43 сантиметра и диаметром 28 сантиметров. Барабан изготавливается из цельного куска дерева (клёна, тутовника или грецкого ореха). Зачастую томбаки украшают резными рисунками, например, геометрическими композициями, сюжетами из истории Ирана или героического эпоса «Шахнаме», традиционной персидской каллиграфией и т. д. Толщина деревянной оболочки составляет примерно два сантиметра.
Томбак обтягивают телячьей, козьей или верблюжьей кожей, закрепляя её на барабане клеем или специальными скобами. Довольно широкая верхняя часть позволяет производить звуки низкого тона и в то же время — звуки высоких частот. Томбаки с регулируемой настройкой звука обычно создаются методом проб и ошибок — кожа натягивается по-разному, мастеру необходимо внимательно отслеживать температуру и влажность помещения. Мастер может специально нагревать, охлаждать, смачивать и сушить кожу, чтобы достичь желаемого звука. Используя давление пальцев, музыкант может сделать тон выше.

## Музыканты
Ручные барабаны в форме кубка имеют огромную популярность в мире: на них играют в разных регионах Азии, Восточной Европы и Африки. Считается даже, что название европейского тамбурина произошло от более ранней версии томбака — доисламского тамбура. Несмотря на определённые сходства, томбак значительно отличается от других ручных барабанов.
В классической музыке томбак не считали инструментом, для владения которым нужен особый талант. Так было до начала новаторских сольных выступлений Остада Хоссейна Техрани в 1950-х годах. Среди его учеников были такие видные музыканты, как Мохаммад Эсмаили, Амир Насер Эфтетах и Джамшид Чемирани. Современные игроки на томбаке придумывают новые методы игры на барабане и сочиняют огромное количество оригинальных композиций.
Фархангфар Нассер произвел настоящую революцию, перевернув с ног на голову все принципы аккомпанирования. Зачастую его игра на томбаке не была связана с основной мелодией, которую играли другие музыканты. Очень немногие последователи копировали его стиль, опасаясь потерпеть неудачу.
Самым известным мастером по созданию томбаков на данный момент является Остад Хельми, работающий в Тегеране. Инструменты в его мастерской богато украшены хатемкари (инкрустация по дереву шестигранными узорами с использованием кости верблюда), выполненным исфаханскими мастерами. Томбаки Хельми имеют две формы: более острый корпус, предназначенный для игры на высоких тонах, и почти цилиндрический корпус, в котором увеличенная кожная мембрана дает более глубокий звук.